# Mick Jones
Michael Geoffrey "Mick" Jones, född 26 juni 1955 i Wandsworth, London, är en brittisk musiker och låtskrivare, känd som gitarrist och sångare i bandet The Clash som blev stora under punkvågen på 1970-talet. 
Mick delade sång och låtskrivande i The Clash tillsammans med Joe Strummer. Låtskrivarparet Strummer-Jones levererade även låtar till Mick Jones dåvarande flickvän Ellen Foley, till albumet The Spirit of St. Louis vilket Jones också producerade. I gengäld gjorde Foley ett inhopp på Clash-skivan Sandinista!. Mick grundade efter sin tid i Clash bandet Big Audio Dynamite, även kallat BAD, som gav ut några album där rock blandades med inslag från dansmusik. Gruppen omformades senare även under namnen Big Audio Dynamite II och Big Audio. 
Mick Jones har de senaste åren gjort sig känd som producent åt The Libertines och Babyshambles. Han gästspelade 2001 på Weeping Willows-sångaren Magnus Carlsons soloskiva Allt är bara du, du, du.